# Theodore M. Davis
Theodore M. Davis   (Springfield, 7 de maig de 1838 - Florida, 23 de febrer de 1915) va ser un advocat i milionari estatunidenc, conegut sobretot per les seves excavacions a la Vall dels Reis (Egipte) entre el 1902 i el 1914.

## Biografia
Theodore Montgomery Davis va néixer a Springfield, Nova York, el 1838. Després de jubilar-se de la feina d'advocat i d'home de negocis, es va mudar a Newport, Rhode Island, el 1882, on va construir una mansió coneguda com «The Reefs» (Els Esculls), i més tard coneguda com «The Bells», a l'Avinguda Ocean, en la propietat que ara és el Parc Estatal Brenton Point.
Tot i que era casat, Davis va tenir una amant, Emma Andrews, des del 1887 fins a la seva mort el 1915. Andrews, que era cosina de la seva dona Annie, el va acompanyar durant els viatges a Egipte i els va relatar als seus diaris. En Davis passava els hiverns a Europa i, des del 1900 a les excavacions a Egipte, país que havia visitat per primera vegada el 1899. L'hivern del 1915 no va poder anar a Egipte per motius de salut i va optar per llogar la casa de Florida de William Jennings Bryan, aleshores Secretari d'Estat. Va morir allà el 23 de febrer d'aquell any.

## Excavacions
A partir de 1902 Davis va actuar de patrocinador privat per al Servei d'Antiguitats a la Vall dels Reis de l'antiga Tebes. Arran de l'èxit d'aquesta primera temporada, que va incloure el descobriment de la KV45 (tomba d'Userhat) i una caixa amb roba interior de sobre de la KV36 (tomba de Maiherpri), aquest patrocini es va renovar anualment fins al 1905. Durant aquest període les excavacions es van dur a terme, en el seu nom, per l'inspector general de les antiguitats de l'Alt Egipte (entre el 1902 i el 1904, Howard Carter i durant la temporada 1904-1905 James E. Quibell). El 1905 Arthur Weigall, el nou inspector general, va persuadir Davis de signar una nova concessió per a les excavacions a la Vall i d'emprar el seu propi arqueòleg. Sota aquestes noves condicions Edward R. Ayrton (1905-1908), E. Harold Jones (1908-1911) i Harry Burton (1912-1914) van dur a terme les excavacions en nom de Davis. No obstant això, cap al 1913, en Davis es va començar a desil·lusionar amb les excavacions, ja que tot i els esforços no havien aconseguit trobar una tomba real intacta, i va començar a pensar que efectivament la Vall estava esgotada. Durant la temporada 1913-1914 finalment va renunciar a la concessió, que es va quedar Lord Carnarvon. Encara que les excavacions de Carnarvon i Carter van començar durant la temporada 1914-1915, la concessió no es va signar formalment fins al 1915.
Les excavacions dutes a terme sota el patrocini de Davis es troben entre les més importants mai realitzades a la Vall: en el transcurs de 12 anys es van descobrir i/o netejar aproximadament treinta tombes en el seu nom, les més conegudes són la KV46 (tomba de Yuya i Tjuyu), la KV55 (el magatzem d'Amarna), la KV57 (tomba de Horemheb) i la KV54 (pou d'embalsamament de Tutankamon), tomba que Davis va confondre amb l'hipogeu de Tutankamon pels objectes que s'hi van trobar. El 1922, amb el descobriment de Carter de la KV62, la tomba de Tutankamon, es va demostrar que la creença de Davis sobre el fet que la "Vall estigués esgotada" era errònia. En Burton va recordar més tard que quan Davis va decidir acabar la seva última excavació a la vall, per por a soscavar les tombes i les vies properes, havia estat a només dos metres de descobrir l'entrada a la KV62.

### Llista de descobriments i excavacions
Tombes de la Vall dels Reis:
- 1902: KV45
- 1903: KV20, KV43, KV60
- 1905: KV2, KV19, KV22, KV46, KV47, KV53
- 1906: KV48, KV49, KV50, KV51, KV52
- 1907: KV10, KV54, KV55
- 1908: KV56, KV57
- 1909: KV58
- 1910: KV61
- 1912: KV3
- 1913: KV7

## En la cultura popular
L'actor i presentador canadenc William Hope va fer el paper de Theodore Davis al primer capítol del docudrama de la BBC Egipte, sèrie de sis capítols agrupats per parelles, cada parella dedicada a un explorador Howard Carter (capítols 1 i 2, "La recerca de la tomba de Tutankamon" i "La maledicció de Tutankamon") i Giovanni Battista Belzoni (capítols 3 i 4, "El faraó i el showman" i "El temple sota la sorra"), Jean-François Champollion (desxiframent dels jeroglífics). La sèrie va ser emesa per primera vegada el 2005.

## Publicacions
- The Tomb of Thoutmosis IV (La tomba de Tuthmosis IV), 1904
- The Tomb of Hatshopsitu (La tomba de Hatshepsut), 1906
- The Tomb of Iouiya and Touiyou: Notes on Iouiya and Touiyou, description of the objects found in the tomb, and illustrations of the objects (La tomba de Iuya i Tuya: notes sobre Iuya i Tuya, descripció dels objectes trobats a la tomba, i les il·lustracions dels objectes), 1907
- The Tomb of Siphtah (La tomba de Siptah), 1908
- The Tomb of Queen Tîyi (La tomba de la reina Tiy), 1910
- The Tombs of Harmhabi and Touatankhamanou (Les tombes de Horemheb i Tutankamon), 1912